# Kempton, Indiana
Kempton är en ort i Tipton County i delstaten Indiana, USA.